# Фридрих Паулус
Фридрих Вилхелм Ернст Паулус (Брајтенау, Гуксхаген, 23. септембар 1890 — Дрезден, 1. фебруар 1957) је био немачки генерал, касније унапређен у фелдмаршала, током Другог светског рата.
Фридрих Паулус је био син учитеља. Безуспешно је покушао да постане питомац у Немачкој морнарици, и кратко време је провео студирајући права на Универзитету у Марбургу. Када није успео на студијама, напустио је универзитет, и ступио у 111. пешадијски пук, фебруара 1910. Оженио се са Еленом Розети-Солеску 4. јула 1912.

## Први светски рат
Када је почео Први светски рат, Паулусов пук је суделовао у нападу на Француску, и борио се у области Вогези (Vosges), и око Араса (Arras), јесени 1914. Након одсуства због болести, ступио је у Алпенкорпс као штабни официр, и служио је у Македонији, Француској, и Србији. До краја рата је стекао чин капетана.
Паулус је остао у Немачкој војсци, која је у великој мери умањена након Версајског споразума, и додељен је 13. пешадијском пуку у Штутгарту, као командир чете. Служио је на разним штабним позицијама дуже од деценије (1921—1933) а затим је кратко командовао моторизованом бригадом (1934—1935) пре него што је постављен за начелника штаба у седишту Панцера 1935.

## Други светски рат
Остао је на овој дужности до 1939, када је унапређен у генерал-мајора, и постао начелник штаба Немачке десете армије, која је служила у Пољској, Холандији, и Белгији. Десета армија је касније преименована у Шесту армију. Постављен је за заменика начелника немачког генералштаба 1940, и на овој позицији је учествовао у изради планова за инвазију на Совјетски Савез. Постао је командант немачке Шесте армије јануара 1942, и водио је напад на Стаљинград.
Упркос својој доброј процени, Паулус је пратио Хитлерова наређења да држи позиције у Стаљинграду по сваку цену, чак и кад су његове снаге биле потпуно опкољене. Покушај помоћи, армијске групе Дон, који је водио фелдмаршал Ерих фон Манштајн, је био неуспешан, што је било неизбежно, јер немачка војска није имала довољну снагу да разбије совјетске снаге које су држале Шесту армију у обручу, као и због чињенице да је кад је извршен овај покушај спасавања, Паулусова преостала оклопна возила су имала довољно горива само за 20 километара. Било како било, Паулусу није дозвољено да покуша да побегне из обруча, и Шеста армија је коначно прегажена, заједно са румунским, хрватским (усташком савезницима под командом Марка Месића), мађарским и другим савезницима, када су недостатак муниције и опреме, умор и болест у редовима немачке војске постали прејаки, да би Немци били у стању да се одупру нападима Црвене армије, крајем јануара 1943. Стаљинградска битка је вођена невероватном жестином, и сигурно спада у ред најкрвавијих битака у историји човечанства.
Паулус није био способан, или није имао воље да упркос Хитлеровом наређењу покуша да спаси своје људе покушајем пробоја из обруча. Међутим, он је такође одбио да изврши самоубиство, што је Хитлер желео. Од Паулуса је очекивано да држи Стаљинград до смрти. 30. јануара 1943, Хитлер је унапредио Паулуса у чин фелдмаршала, након што је судбина Шесте армије запечаћена. Како се ниједан немачки фелдмаршал у историји није предао, импликација овог унапређења је била јасна.
Паулус се предао 31. јануара 1943. У совјетском заробљеништву је постао гласни критичар нацистичког режима, ступивши у (од стране Руса организован) Национални комитет за слободну Немачку, позивајући Немце на предају. Касније је био сведок оптужбе на суђењима у Нирнбергу. Пуштен је 1953, две године пре репатријације преосталих немачких ратних заробљеника (већина осталих ветерана из Стаљинграда), које су Совјети окарактерисали као ратне злочинце.
Паулус је остао контроверзна историјска личност, услед кључне промене у понашању и супротстављања Хитлеру.
Фридрих Паулус је умро у Источној Немачкој, као инспектор полиције.